# Armada Argentina
Armada Argentina o Armada de la República Argentina (ARA) és el braç naval de les Forces Armades Argentines. El seu cor operatiu és la Base Naval Puerto Belgrano. Va tenir un paper fonamental en la Guerra d'Independència de l'Argentina, la Guerra del Brasil i la Guerra de les Malvines. Actualment participa activament en les campanyes antàrtiques de l'Argentina, missions de pau i defensa del patrimoni marítim argentí. Les dades del 2007 indiquen que el personal de l'Armada està format per 20.033 militars i 7437 civils, sumant un total de 27.470 homes que integren la força naval del país. L'Armada compta amb una flota d'avions, l'Aviació Naval, encarregada de potenciar la seguretat marítima nacional, i està formada per 80 vaixells i 75 aeronaus.